# Escándalo de Chambacú
El Escándalo de Chambacú o Caso de Chambacú fue un escándalo de corrupción en Colombia descubierto en el gobierno de Andrés Pastrana, pero que afectó también a funcionarios de los gobiernos de César Gaviria y Ernesto Samper, acusando principalmente a los políticos Fernando Araújo Perdomo y Luis Alberto Moreno de haberse aprovechado de sus cargos, según denuncias públicas que les hicieron, para negociar en términos favorables al Instituto Nacional de Vivienda de Interés Social y Reforma Urbana (Inurbe) un lote para desarrollar un proyecto de construcción llamado "Chambacú" en la ciudad de Cartagena de Indias.

## Antecedentes
Tras el auge despertado por la industria del turismo en Colombia en la década de los años 1950, el terreno de Chambacú, localizado entre los iconos turísticos de la Ciudad Amurallada y el Castillo de San Felipe en Cartagena, había sido desalojado debido a la extrema pobreza que había en el sector, habitado en su gran mayoría por población afrocolombiana. Estuvo designado como un predio baldío luego del desalojo, la alcaldía de Cartagena nunca pudo concretar proyecto urbanístico alguno en el sector, el cual fue habitado nuevamente por familias en condiciones de extrema pobreza.

## Los planes

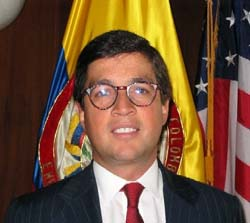
Luis Alberto Moreno.

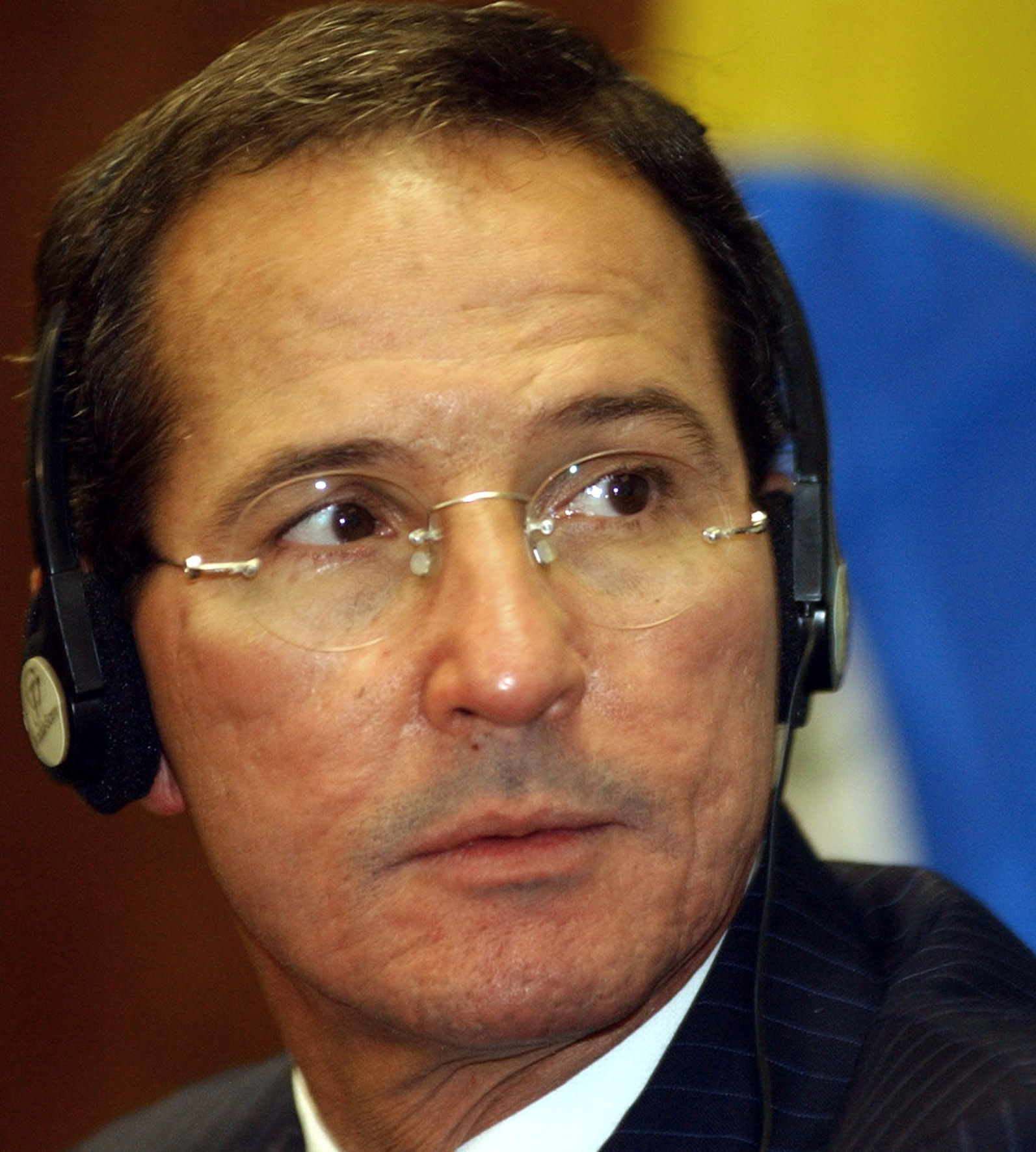
Fernando Araújo Perdomo.

El 14 de mayo de 1993, el entonces Ministro de Desarrollo; Luis Alberto Moreno, posesionó como Director del Inurbe a Héctor García Romero, quien estaba interesado en los terrenos de Chambacú desde hacía varios años.
Héctor García Romero, una vez posesionado, le propuso al alcalde de Cartagena y primo hermano de este, Gabriel García Romero, que se cambiara la destinación de uso de suelo a los terrenos de Chambacú. El alcalde avaló la propuesta, igual que el Concejo Distrital, donde Chambacú fue porcionada en dos zonas, una de parque y otra de construcciones. La zona de parque fue cedida al Inurbe de Cartagena en noviembre de 1993, mientras que la de construcciones se vendió en febrero de 1995, durante el gobierno de Ernesto Samper, al consorcio Chambacú de Indias S.A., del que eran socios Fernando Araújo Perdomo (futuro Ministro de Desarrollo en el gobierno de Andrés Pastrana, sucesor de Samper) y Rafael Pérez Lequerica, entre otros.[cita requerida]

## Detonante
El escritor colombiano, Manuel Zapata Olivella, había denunciado en los años 1960, a través de su novela “Chambacú, Corral de Negros”, el aislamiento social en la que los líderes políticos y personas pudientes de Cartagena habían mantenido a los afrocolombianos asentados irregularmente en Chambacú.
El escándalo estalló el 28 de febrero de 1999, cuando el periodista Ignacio Gómez publicó un artículo en el que denunció el drama de 35 familias humildes que, a través del estado, fueron desalojados de los terrenos de Chambacú y enviados a otro sector conocido como Papayal, del cual no aparecía registro catastral en el Instituto Geográfico Agustín Codazzi, como si este terreno no existiera en el inventario de tierras del país.

## Investigaciones
El 1 de marzo de 1999, el fiscal general de la Nación, Alfonso Gómez Méndez, y el procurador general, Jaime Bernal Cuéllar, anunciaron que se abrirían indagaciones penales y disciplinaria por el caso Chambacú. Un mes después del surgimiento del escándalo, Fernando Araújo renunció al Ministerio de Desarrollo. El procurador también inició investigaciones por irregularidades a la Corporación Autónoma Regional del Canal del Dique, Cardique, la cual era la encargada de otorgar licencias para la construcción, incluyendo las del proyecto de Chambacú. El 6 de abril, el procurador Bernal abrió investigación preliminar contra Fernando Araújo y formuló pliego de cargos contra los exfuncionarios del Inurbe, Jorge Gabriel Taboada, Samuel Eduardo Salazar Echeverri, Rómulo José Arabia Valderrama, y Carlos Ordosgoitia Osorio por considerar que había fallas en el avalúo de los terrenos. 
Para el 12 de agosto se produjo una crisis ministerial en el gabinete del presidente Pastrana y Fernando Araújo fue removido de su cargo. Después de dos meses, el 8 de septiembre, la Fiscalía llamó a declarar a Fernando Araújo y Luis Alberto Moreno.
Fernando Araújo fue secuestrado por las FARC el 4 de diciembre de 2000, mientras que el 5 de junio de 2002, la Procuraduría General de la Nación le pidió que se llamara a juicio a Jorge Gabriel Taboada por el delito de falsedad ideológica en documento público. En marzo de 2003, mientras Araújo estaba secuestrado por las FARC, la Fiscalía lo exoneró de todos los cargos, precluyendo la investigación a favor del exministro. La decisión también favoreció a Héctor García Romero, Gabriel Antonio García Romero, Luis Hoyos García, Alfonso Enrique Anaya Lorduy y Augusto Martínez Martínez. Frente a la preclusión de la investigación que favoreció a Araújo, quien no volverá a ser procesado por este caso, el fiscal precisó que "se consideró que no había mérito para dictarle resolución de acusación. Se estableció que el señor no tenía nada que ver en el prevaricato por asesoramiento". Como consecuencia, se revocó la medida de aseguramiento en su contra por el delito de prevaricato por asesoramiento ilegal.
La investigación buscaba esclarecer supuestas irregularidades durante el proceso de comercialización de dos lotes del predio conocido como Chambacú en Cartagena, y que pertenecían al Inurbe. "La investigación se inició para indagar si hubo posibles delitos de peculado en la venta del predio, sin embargo, se pudo establecer que el inmueble de Chambacú se vendió por un precio comercial justo y alto, teniendo en cuenta los avalúos que se presentaron" manifestó el fiscal delegado.